# جهادیه (ساری‌چام)
جهادیه (به ترکی استانبولی: Cihadiye) یک منطقهٔ مسکونی در ترکیه است که در ساری‌چام واقع شده‌است.